# Аби
38°38′12″ пн. ш. 22°53′43″ сх. д. / 38.63667° пн. ш. 22.89528° сх. д.
Аби (дав.-гр. Ἄβαι), також Ави — невелике давньогрецьке місто на північному сході Фокіди в Середній Греції. Руїни міста, розкопані в 1894 році англійськими археологами, розташовані на вершині крутого пагорбу за 2,5 км на південь від сучасного села Екзархос в периферії Центральна Греція.

## Історія
Аби розташовувалися на шляху з Орхомена в Беотії в Опунт, на схід від гори Парнас. Згідно із традицією давньогрецьких міфів, Аби заснував Абант, цар Аргоса та син Лінкея та Гіпермнестри. Місто було знамените святилищем з оракулом Аполлона Абського. За свідченням античних джерел, по пораду до абського оракула звертались Крез, лідійський правитель і Мардоній, перський полководець.. Жителі міста, абанти, після розорення їх країни перським царем Ксерксом переселилися на острів Евбею. З цього часу острів почали називати Абантідою.
Впродовж Третьої Священної війни (355 — 346 роки до н. е.) між Фівами і Фокідою за владу над Дельфами під Абами відбулось зіткнення. Фіванці отримали підкріплення македонського царя Філіппа II і здобули перемогу 346 до н. е. Хоча святилище Аполлона постраждало, саме місто залишилося недоторканим.
В римську добу Аби отримали автономію, а за наказом імператора Адріана святилище Аполлона відновлювили та спорудили новий, менший за прадавній, храм.